# لیلا کشاورزی
لیلا کشاورزی (زاده ۱۲ بهمن ۱۳۷۶ در شیراز) یکی از اعضای تیم ملی تکواندو ایران است. او همچنین دانشجوی رشته پزشکی بوده و مخترع، پژوهشگر و نویسنده اهل ایران است.
کشاورزی در تیم ملی هانمادانگ تکواندو، تجربه کسب مدال‌های طلا، نقره و برنز را در مسابقات جهانی دارد. او همچنین توانسته در زمینه اختراعات خود، در مسابقات آسیایی و جهانی مدل کسب کند. لیلا کشاورزی از سال ۱۳۹۴ فعالیت خود در رشته تکواندو را آغاز کرده و در سال ۲۰۱۷ موفق به کسب اولین مدال طلای خود در عرصه جهانی شد.
او همچنین نویسنده و محقق کتاب چگونگی مهار سرطان در دانشگاه هاروارد آمریکا است.

## افتخارات ورزشی
- مدال طلا مسابقات جهانی هانمادانگ تکواندو ۲۰۱۷
- مدال برنز مسابقات جهانی هانمادانگ تکواندو ۲۰۱۷
- مدال نقره مسابقات جهانی هانمادانگ تکواندو ۲۰۱۹
- مدال طلا مسابقات آسیایی هانمادانگ تکواندو ۲۰۱۹
- مدال برنز مسابقات جهانی هانمادانگ تکواندو ۲۰۲۳
- مدال نقره مسابقات جهانی هانمادانگ تکواندو ۲۰۲۴

## افتخارات علمی
- مدال نقره مسابقات جهانی اختراعات ۲۰۱۸ کانادا
- مدال نقره مسابقات آسیایی اختراعات ۲۰۱۸
- مدال طلا مسابقات جهانی اختراعات پزشکی آلمان ۲۰۲۲[۱۲]
- مدال نقره مسابقات جهانی اختراعات شیمی آلمان ۲۰۲۲
- مدال برنز مسابقات جهانی اختراعات هوافضا آلمان ۲۰۲۲
- مخترع جهانی سیستم داوری تکواندو ۲۰۲۳
- نویسنده و محقق کتاب سرطان در دانشگاه هاروارد آمریکا ۲۰۲۳